# Obsjtina Zlatitsa
Obsjtina Zlatitsa (bulgariska: Община Златица) är en kommun i Bulgarien. Den ligger i regionen Sofijska oblast, i den centrala delen av landet, 70 km öster om huvudstaden Sofia.
Obsjtina Zlatitsa delas in i:
- Karlievo
- Petritj
- Tsărkvisjte

Följande samhällen finns i Obsjtina Zlatitsa:
- Zlatitsa
- Petrich

Trakten runt Obsjtina Zlatitsa består till största delen av jordbruksmark. Runt Obsjtina Zlatitsa är det ganska glesbefolkat, med 48 invånare per kvadratkilometer.